# پیر تالمونت
پیر تالمونت (انگلیسی: Pierre Talmont؛ زادهٔ ۲ آوریل ۱۹۷۷) بازیکن فوتبال اهل فرانسه است.
از باشگاه‌هایی که در آن بازی کرده‌است می‌توان به باشگاه فوتبال استاد برستوا ۲۹ اشاره کرد.